# Reinhart T. Grundmann
Reinhart Thomas Grundmann (* 25. November 1944 in Preußisch Eylau) ist ein deutscher Chirurg.

## Leben
Grundmann besuchte die Leibnizschule (Offenbach am Main). Nach dem Abitur studierte er ab 1964 an der Johann Wolfgang Goethe-Universität Frankfurt am Main, der Christian-Albrechts-Universität zu Kiel und der Ludwig-Maximilians-Universität München Medizin. 1969 bestand er in München das Staatsexamen. Im selben Jahr wurde er von der LMU zum Dr. med. promoviert. 1971 approbiert, begann er die chirurgische Ausbildung bei Rudolf Zenker (1971–1973) und Georg Heberer (1973/74) in München. 1974 wechselte er zu Heinz Pichlmaier im Universitätsklinikum Köln. Dort wurde er 1977 Facharzt für Chirurgie.  1978 habilitierte er sich. Seit 1979 Oberarzt, erhielt er die Anerkennungen für die Teilgebiete Gefäßchirurgie (1982) und Unfallchirurgie (1985). Die Universität zu Köln ernannte ihn 1988 zum außerplanmäßigen Professor. Von 1989 bis 2002 leitete er die Stabsabteilung Vorstand Medizinische Wissenschaft der B. Braun Melsungen. Von Januar 2003 bis November 2009 war er Vorstand und wissenschaftlich-medizinischer Direktor der Kreiskliniken Altötting-Burghausen. Seit 2013 ist er wissenschaftlicher Koordinator des Deutschen Instituts für Gefäßmedizinische Gesundheitsforschung gGmbH der Deutschen Gesellschaft für Gefäßchirurgie und Gefäßmedizin (DGG). Seit 2015 ist er wissenschaftlicher Angestellter der Klinik und Poliklinik für Gefäßmedizin im Universitären Herzzentrum Hamburg (UHZ).

## Herausgeber
- 2001–2005 Jahrbuch der Chirurgie
- 1992–2008 Zentralblatt für Chirurgie (Schriftleiter)
- seit 2009 World Journal of Gastrointestinal Surgery
- seit 2018 Rubrikherausgeber „Gefäßmedizinische Evidenz“ (Zeitschrift Gefäßchirurgie, offizielles Organ der DGG)

## Werke
- Etiology, Pathogenesis and Pathophysiology of Aortic Aneurysms and Aneurysm Rupture. InTech 2011. ISBN 978-953-307-523-5.
- Diagnosis, Screening and Treatment of Abdominal, Thoracoabdominal and Thoracic Aortic Aneurysms. InTech 2011. ISBN 978-953-307-466-5.
- Diagnosis and Treatment of Abdominal and Thoracic Aortic Aneurysms Including the Ascending Aorta and the Aortic Arch.  InTech 2011. ISBN 978-953-307-524-2.
- mit Christoph-Thomas Germer, Tobias Keck: Evidenzbasierte Viszeralchirurgie benigner Erkrankungen. Leitlinien und Studienlage. Springer, Berlin Heidelberg 2017. ISBN 978-3662535523.
- mit Eike Sebastian Debus: Evidence-based Therapy in Vascular Surgery. Springer, Berlin Heidelberg 2017. ISBN 978-3-319-47147-1.
- mit Eike Sebastian Debus und Julika Heilberger: Good Clinical Practice in der Gefäßchirurgie – Qualitätsziele und Patientensicherheit. Springer, Berlin Heidelberg 2017. ISBN 978-3-662-54297-2.